# 小松成美
小松 成美（こまつ なるみ、1962年2月25日 - ）は、日本のノンフィクション作家。CS-TBS番組審議委員、テレビ朝日番組審議委員。オフィシャルサイト

## 経歴
神奈川県横浜市生まれ。日本大学藤沢高等学校卒業。専門学校で広告を学び、1982年毎日広告社へ入社。放送局勤務などを経たのち、作家に転身。生涯を賭けて情熱を注ぐ「使命ある仕事」と信じ、1989年より執筆活動を開始する。人物ルポルタージュ、スポーツノンフィクション、インタビュー、エッセイ・コラム、小説を執筆。執筆活動をはじめ、テレビ番組でのコメンテーターや講演などで活動。2014年6月、高知県観光特使就任。

## 著書
- 『アストリット・Kの存在 ビートルズが愛した女』世界文化社 1995　幻冬舎文庫、2001　
  - 『アストリット・キルヒヘア　ビートルズが愛した女』（加筆・改題）角川書店 2011年 ISBN 9784048740678
- 『中田語録』編著 文春文庫 1999
- 『中田英寿 鼓動』幻冬舎 1998年 幻冬舎文庫、2000年
- 『ジョカトーレ - 中田英寿新世紀へ』文藝春秋 2001年 文春文庫、2003年
- 『歌舞伎未来形 - 新時代をひらく若手役者たち』マガジンハウス 2001年 ISBN 4838712979
- 『イチロー・インタビュー - Attack the Pinnacle!』新潮社 2001年 ISBN 4104447013
- 『アストリット・Kの存在 - ビートルズが愛した女』 世界文化社 2001年 ISBN 4418955208
- 『仁左衛門恋し』 世界文化社 2002年  徳間文庫 2014年 ISBN 4199070192
- 『イチロー・オン・イチロー - Interview Special Edition』 新潮社 2002年 ISBN 4104447021
- 『青の肖像』文藝春秋 2002年 文春文庫、2004（2002年サッカーワールドカップ日本代表）
- 『「年齢を重ねるほど美しくなる人」の習慣』PHPエル新書 2003年
- 『「一流」であり続けるために。』新潮社 2003年 ISBN 410444703X
- 『アテネオリンピック - 勝利の女神は舞い降りた』ソニーマガジンズ 2004年
- 『炎よりも熱く! 』PHP研究所 2004年 ISBN 4569635083
- 『イノセンス』 幻冬舎 2004年 ISBN 4344006054
- 『日本人は150グラム大きい脳で考える』 PHP研究所 2005年 ISBN 4569640982
- 『さらば勘九郎―十八代目中村勘三郎襲名』幻冬舎 2005年 『勘三郎、荒ぶる』幻冬舎文庫、2010
- 『和を継ぐものたち』小学館 2006年 小学館文庫、2010年
- 『信じるチカラ』ポプラ社 2007年 ISBN 4591100332
- 『中田英寿 誇り』幻冬舎 2007年　幻冬舎文庫、2009年 ISBN 4344413393
- 『トップアスリート』扶桑社 2008年 ISBN 4594057160 （日本航空機内誌『SKYWARD』の連載をまとめたもの）
- 『YOSHIKI/佳樹』角川書店 2009年 ISBN 4048836870
- 『人の心をひらく技術 仕事と人生が変わる「聞き方」「話し方」』メディアファクトリー 2010年 *『対話力　私はなぜそう問いかけたのか』ちくま文庫 2012年 ISBN 4480429824
- 『若い人におくる龍馬のことば』ちくまプリマー新書 2010年 ISBN 4480688420
- 『逃げない　13人のプロの生き方』産経新聞出版 2012年 ISBN 4819111906
- 『なぜあの時あきらめなかったのか』PHP新書 2012年 ISBN 4569804942
- 『横綱白鵬　試練の山を越えてはるかなる頂へ』琴剣絵 学研教育出版 2013年 ISBN 4052035682
- 『熱狂宣言』幻冬舎 2015年 ISBN 4344027965（松村厚久）
- 『全身女優　私たちの森光子』kadokawa 2015年 ISBN 4047317470
- 『五郎丸日記』実業之日本社 2015年 ISBN 4408455830
- 『それってキセキ 〜GReeeeNの物語〜』株式会社KADOKAWA 2016年　ISBN 9784047313712
- 『熱狂宣言』幻冬舎文庫 2016年　ISBN 978-4344425200
- 『虹色のチョーク』幻冬舎 2017年　ISBN 978-4344979048
- 『M 愛すべき人がいて』幻冬舎 2019年　ISBN 978-4344034914

## 出演

### 映画
- 証言ドキュメント 日本サッカーの50年

### テレビ
- 中居正広の金曜日のスマイルたちへ（2019年10月11日 TBSテレビ）